# Margarita Salvi
Margarita Iglesias Escuder, conocida como Margarita Salvi, (Getafe, 26 de mayo de 1897 – Santiago de Chile, 13 de marzo de 1981) fue una soprano española que desarrolló la mayor parte de su carrera en Chile. Su quehacer artístico comenzó a temprana edad junto a la maestra Avelina Carrera, quien le aconsejó tomar el nombre artístico de Margarita Salvi. Es considerada como una de las más grandes voces de la lírica mundial de la primera mitad del siglo XX y como una de las sopranos ligeras más destacadas de Chile.

## Trayectoria
Salvi comenzó sus estudios en Barcelona, bajo la dirección de Avelina Carrera, que la alentó para ir a Milán a estudiar canto con el maestro Torati.  Su gran debut tuvo lugar en 1925 en el Teatro de la Pérgola de Florencia, donde interpretó a Gilda en la ópera del compositor Giuseppe Verdi, Rigoletto. En 1926, tuvo un gran éxito en el Teatro Coliseo de Buenos Aires. En las temporadas de 1926, 1927 y 1928, realizó distintas giras por Holanda y Alemania. En la década del 1930, realizó varias giras junto al elenco de la Compañía de Ópera de Chicago, donde debutó como Rosina de El barbero de Sevilla. Interpretando este papel, debutó en Chile en el Teatro Municipal de Santiago el 18 de agosto de 1929. 
De la Compañía de Ópera de Chicago formaba parte también Federico Longás, destacado pianista y compositor catalán, con quien contrajo matrimonio en París en 1933. En 1930, Salvi retornó a los escenarios chilenos formando parte del elenco de La Traviata, Elixir d’amore, El Barbero de Sevilla, Lucía Lamermoor y Hamlet; y graba su primer disco en Chile junto a Federico Longás y Javier Rengifo. La grabación incluyó “El Piropo” –pieza compuesta por Longás en honor a la que sería su esposa. En 1941, tras una larga residencia en París, Salvi regresó a Chile junto a su esposo e hijo Fernando y en 1942 se radican definitivamente en el país.
Desde 1943, la carrera de Margarita Salvi se centró en la Academia de Canto del Teatro Municipal de Chile, de la cual fue directora y maestra, destacando entre sus alumnas la soprano Laura Didier-Gambardella.
Falleció en Santiago el 13 de marzo de 1981.

## Cronología de sus primeras actuaciones[4]
- 1925 Buenos Aires, Teatro Coliseo: El barbero de Sevilla (Rosina)
- 1925 Buenos Aires. Teatro Coliseo: Rigoletto (Gilda)
- 1925 Montevideo. Teatro Solís:El barbero de Sevilla (Rosina)
- 1925 Montevideo. Teatro Solís: Rigoletto (Gilda)
- 1925 Río de Janeiro. Teatro Lírico. El barbero de Sevilla (Rosina)
- 1925 Río de Janeiro. Teatro Municipal: Rigoletto (Gilda)
- 1925 Sao Paulo. Teatro Municipal: El barbero de Sevilla (Rosina)
- 1925 Venezia. Teatro Malibran: El barbero de Sevilla (Rosina)
- 1926 Roma. Teatro Costanzi: El barbero de Sevilla (Rosina)
- 1926 Cagliari. Teatro Civico: Don Pasquale (Norina)
- 1926 Génova. Teatro Paganini: El barbero de Sevilla (Rosina)
- 1926 Venezia. Teatro La Fenice: El barbero de Sevilla (Rosina)
- 1926 Cagliari. Teatro Cívico: El barbero de Sevilla (Rosina)
- 1926 Trieste.  Politeama Rossetti: El barbero de Sevilla (Rosina)
- 1926 La Haya. Koninklijke Schouwburg: El barbero de Sevilla (Rosina)
- 1927 Nápoles. Teatro San Carlo: El barbero de Sevilla (Rosina)
- 1927 Venezia. Teatro La Fenice: El barbero de Sevilla (Rosina)
- 1927 Basilea: Stadt: El barbero de Sevilla (Rosina)
- 1927 Berna: Stadt: El barbero de Sevilla (Rosina)
- 1927 Milán: Teatro Dal Verme: El barbero de Sevilla (Rosina)
- 1928 La Haya: Van Kuust: El barbero de Sevilla (Rosina)
- 1928 Róterdam. Groote Schouwburg:El barbero de Sevilla (Rosina)
- 1928 La Haya: Gebouw Voor Kunsten en Wetenschappen: El barbero de Sevilla (Rosina)
- 1928 Chicago. Civic Opera House: El barbero de Sevilla (Rosina)
- 1928 Montecarlo. Teatro del Casinâ: El barbero de Sevilla (Rosina)
- 1929 Montecarlo. Teatro del Casinâ: El barbero de Sevilla (Rosina)
- 1929 Milán: Teatro Lirico: El barbero de Sevilla (Rosina)
- 1929 Chicago. Civic Opera House: Don Pasquale (Norina)
- 1930 Chicago. Civic Opera House: El barbero de Sevilla (Rosina)
- 1930 Chicago. Civic Opera House: Don Pasquale (Norina)
- 1930 Santiago del Chile: Teatro Municipal: El barbero de Sevilla (Rosina)
- 1931 Chicago. Civic Opera House: El barbero de Sevilla (Rosina)